# Johan Hendrik Mollerus

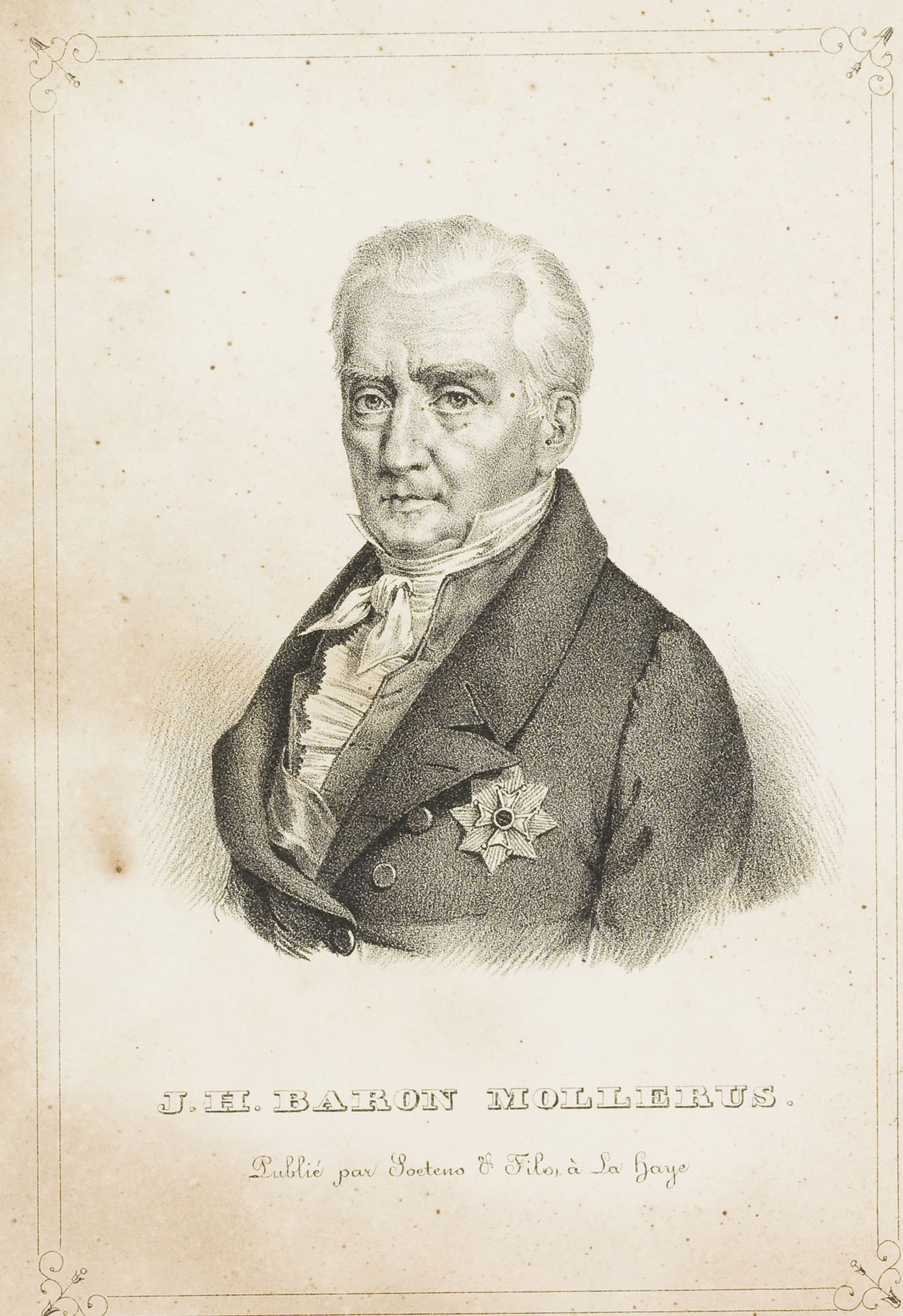
J.H. baron Mollerus

Johan Hendrik baron Mollerus ('s-Gravenhage, 30 oktober 1750 - Utrecht, 22 juni 1834) was een Nederlands politicus.
Mollerus, lid van de familie Mollerus, studeerde rechten in Utrecht, waarna hij zich vestigde als advocaat. In 1776 werd hij benoemd tot raadsheer in het Hof van Holland, Zeeland en West-Friesland, en vervolgens in 1785 tot secretaris van de Raad van State.
Na de Bataafse Revolutie was hij vanaf 1795 een aantal jaren ambteloos burger. Toen de voormalige stadhouder Willem V in 1801 aan oranjegezinde burgers toestond weer openbare functies te gaan bekleden, werd hij secretaris van het bestuur van het departement Holland. In 1806 werd hij lid van de regering van het koninkrijk Holland als minister van Binnenlandse Zaken (1806-1808) en minister van Eredienst (1808-1809). Van 1811 tot 1813 was hij in Parijs lid van de Raad voor de Zaken van Holland en van het Keizerlijk Wetgevend Lichaam.
Na de val van Napoleon werd hij in 1814 commissaris-generaal voor Oorlog en in 1815 lid van de Grondwetscommissie. In 1816 werd hij benoemd tot lid en tevens waarnemend vicepresident van de Raad van State, waarvan hij in 1817 vicepresident werd. Na zijn aftreden in 1829 werd hij benoemd tot minister van Staat.
Mollerus trouwde in 1777 met Mellina Anna Alberda van Nijensteyn, met wie hij zeven kinderen kreeg. Hij verkreeg in 1816 het predicaat jonkheer en werd in 1820 in de adelstand verheven met de titel van baron.
- Biografisch Portaal: 08490307
- Digitale Bibliotheek voor de Nederlandse Letteren: moll018
- Gemeinsame Normdatei: 11758732X
- International Standard Name Identifier: 0000 0000 1049 8894
- Nederlandse Thesaurus van Auteursnamen: 069940959
- Parlement.com: vg09llswffq3
- Système universitaire de documentation: 255236034
- Virtual International Authority File: 67247008
- WorldCat: E39PBJf8xK47WtKFB8MQxHwXBP